# Верменич Андрій Андрійович
Верменич Андрій Андрійович (нар. 22 червня (4 липня) 1897, с. Градизьк, тепер смт Полтавської області — 20 вересня 1979, Дніпропетровськ) — український актор, Народний артист УРСР (1957).

До 1934 року працював в українських пересувних театрах, з 1934 року — в Дніпропетровському українському драматичному театрі ім. Т. Шевченка.

## Ролі
Карась («Запорожець за Дунаєм» С. Гулака-Артемовського), Крамарюк («Житейське море» І. Карпенка-Карого), Платон Кречет, Морж («Платон Кречет», «Чому посміхалися зорі» О. Корнійчука), Карпо Сидорович («Не називаючи прізвищ» В. Минка), Городничий («Ревізор» М. Гоголя), Онисько («Фараони» О. Коломийця), Восьмибратов («Ліс» О. Островського).
Лауреат Державної премії СРСР (1952).

## Біографія
Народився в сім'ї робітника (вантажника). З десяти років наймитував по панських економіях. У пошуках заробітку потрапив до Криму, працював у портах. У Євпаторії чудовий голос юного вантажника зауважив керівник трупи артистів Б. Аршанов і запросив до місцевого театру. З 1916 А. Верменич став виступати на театральній сцені. Перша його роль — султан в опері («Запорожець за Дунаєм» С. Гулака-Артемовського). Співав ще в кількох спектаклях.  Влітку 1919 призваний до Червоної армії, в лавах якої перебував до квітня 1920-го.   У 1920-24 працював у колективі артистів, створеному при Кременчуцькій наросвіті. У травні 1924 вступив до пересувного українського театру. В таких театрах за спогадами самого актора працював до 1930.  У 1930-34 виступав на сцені державного театру музичної комедії в Донбасі. Туди його взяли, в той час неграмотного і необізнаного з нотною грамотою, тільки завдяки чудовому голосу й акторським здібностям.
З 1934 виступав на сцені Дніпропетровського українського драматичного театру ім. Т. Шевченка.
У 1936 артист закінчив Московський заочний університет мистецтв.
Заслужений артист України (1947).
Народний артист України (1957).
Мав двох братів і двох сестер. За іншими даними в родині Верменичів було семеро дітей.
У 1970-х передав 130 видань з мистецтва зі своєї бібліотеки Дніпропетровському театрові ім. Шевченка, а 2000 томів подарував селищній бібліотеці в рідному Градизьку на Полтавщині.

## Нагороди і премії
- Орден Жовтневої Революції
- Орден Трудового Червоного Прапора
- Сталінська премія III ступеня за роль Хрону в спектаклі «Навіки разом» за п'єсою Любомира  Дмитерка, поставленою на сцені Дніпропетровського театру імені Т. Г. Шевченка (1951).